# 帕特蒂奥姆
帕特蒂奥姆（Pattiom），是印度喀拉拉邦Kannur县的一个城镇。总人口19948（2001年）。

## 人口
该地2001年总人口19948人，其中男性9204人，女性10744人；0—6岁人口1900人，其中男946人，女954人；识字率85.68%，其中男性为87.46%，女性为84.16%。